# Svenska mästerskapen i dressyr 1992
Svenska mästerskapen i dressyr 1992 avgjordes i Strömsholm. Tävlingen var den 42:e upplagan av Svenska mästerskapen i dressyr.

## Resultat
| Placering | Ryttare             | Häst            |
| --------- | ------------------- | --------------- |
| 1         | Liane Wachtmeister  | Show Gun        |
| 2         | Eva-Karin Oscarsson | Lille Claus     |
| 3         | Ann Behrenfors      | Leroy           |
| 4         | Per Johansson       | Chapman         |
| 5         | Annica Westerberg   | Taktik          |
| 6         | Ulla Håkanson       | Flyinge Tolstoy |